# Chaoyang Park Plaza
Chaoyang Park Plaza ist ein Hochhaus in der Volksrepublik China, südlich des Chaoyang-Parks im Pekinger Stadtbezirk Chaoyang. Das Gebäude besteht aus zwei Einzeltürmen (120 Meter und 108 Meter), die durch einen geschwungenen Mittelbau verbunden sind. Entworfen von MAD Studio, ist der Bau inspiriert von traditioneller chinesischer Landschaftsmalerei. Das Gebäude wurde 2017 fertiggestellt; 2018 gehörte es zusammen mit dem schließlichen Sieger Torre Reforma sowie Maha Nakhon, Beirut Terraces und Oasia Hotel Downtown zu den fünf Finalisten beim Frankfurter Internationalen Hochhauspreis.